# Marija von Bulgarien
Marija von Bulgarien (mittelgriechisch Μαρία της Βουλγαρίας, bulgarisch Мария Българска; † nach 1095) war eine byzantinische Protovestiärin, Ehefrau von Andronikos Dukas und Mutter von Kaiserin Irene Dukaina. Maria war die Tochter von Trajan, einem Sohn des bulgarischen Zaren Iwan Wladislaw und der Zarin Maria. Ihre Mutter war eine byzantinische Aristokratin.
Sie war die Großmutter mütterlicherseits von Anna Komnene und Kaiser Johannes II. (Byzanz). Gleichzeitig war sie die Enkelin des letzten Zaren des ersten bulgarischen Reiches. Sie wird ausdrücklich in der Alexias erwähnt als Vorläuferin und Adlige von größter Bedeutung für den Aufbau des Weltbildes von Anna Komnene.
Sie gilt als typisches Beispiel für die Integration des alten bulgarischen Adels in die Herrschaft des byzantinischen Komnenen-Reiches.